# Gravina in Puglia
Gravina in Puglia est une ville italienne de la ville métropolitaine de Bari, dans les Pouilles.

## Économie
Le territoire communal fait partie de la zone de production de la mozzarella di Gioia del Colle (AOP).

## Culture
- Cathédrale de Gravina in Puglia
- Château de Gravina

## Personnalités
- Gilbert, baron du royaume de Sicile, comte de Gravina (v. 1159 - v. 1168) ;
- Domenico da Gravina, historien, mort vers 1350 ;
- Benoît XIII (1649-1730), pape.

## Cinéma
Le site archéologique de Gravina a été ajouté aux lieux de tournage du film Mourir peut attendre. La séquence servant au pré-générique est tournée entre le 17 août 2019 et le 23 septembre 2019. James Bond, agent du MI-6, saute du Ponte Acquedotto pour échapper à ses ennemis.

## Administration
| Période                                  | Période  | Identité        | Étiquette       | Qualité |
| ---------------------------------------- | -------- | --------------- | --------------- | ------- |
| 5 avril 2005                             | En cours | Onofrio Vendola | Centro-Sinistra |         |
| Les données manquantes sont à compléter. |          |                 |                 |         |

### Hameaux
Dolcecanto, Murgetta

### Communes limitrophes
Altamura, Genzano di Lucania, Grottole, Irsina, Matera, Poggiorsini, Ruvo di Puglia, Spinazzola